# Giovan Pietro Maffei

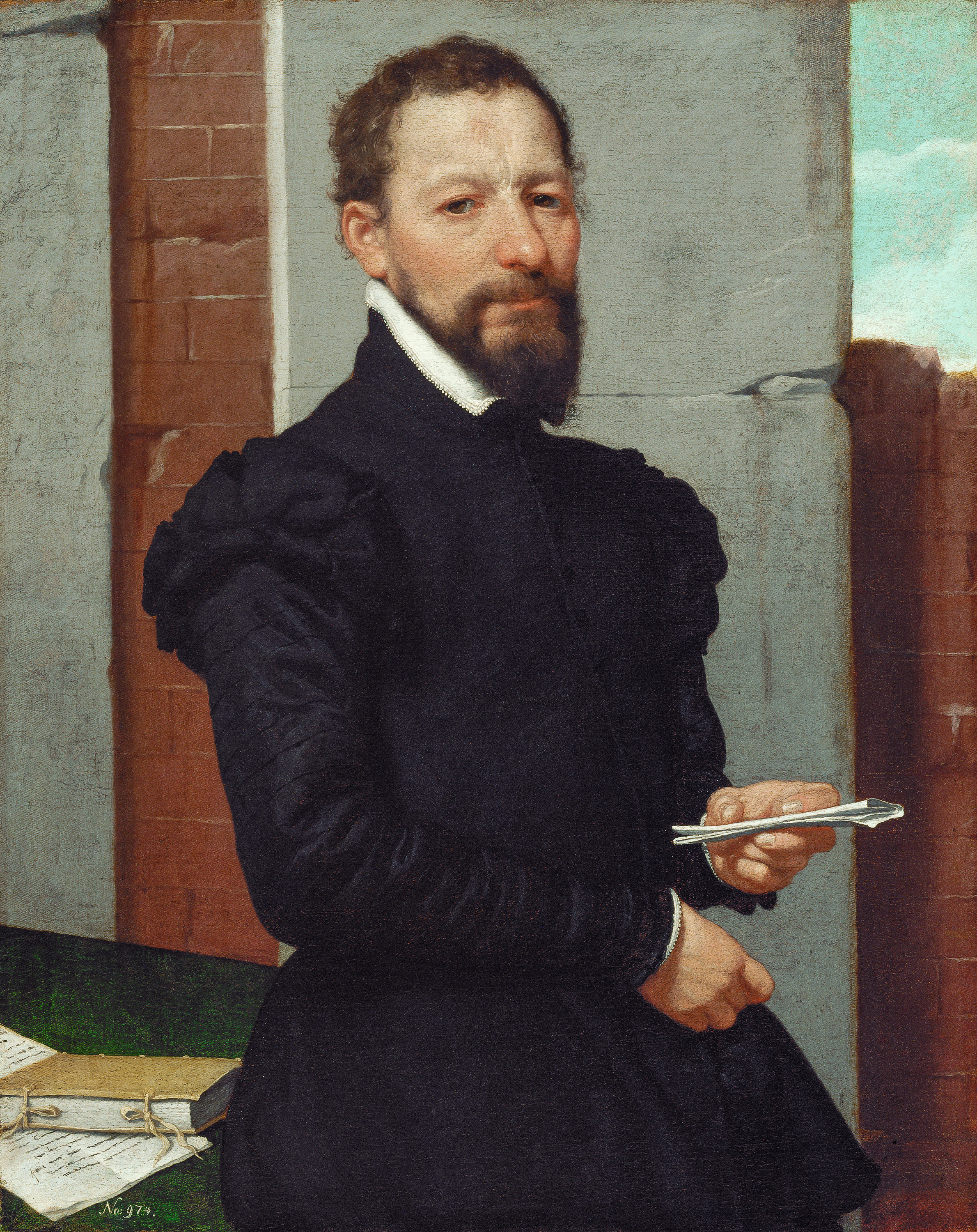
Giovanni Battista Moroni: Der Orator Giovan Pietro Maffei (um 1560/65 lt. KHM-Wien)

Giovan Pietro Maffei auch Giampietro Maffei (* 1536 in Bergamo; † 20. Oktober 1603 in Tivoli) war Inhaber des Lehrstuhles für Beredsamkeit in Genua und Sekretär der Republik Genua.
Maffei trat am 26. August 1565 in den Jesuitenorden ein und war die nächsten sechs Jahre Vorstand am Collegium Romanum. In den folgenden Jahren publizierte er, vor allem im Bereich der Geschichtsschreibung.

## Werke
- Geschichte der indischen Jesuitenmission mit einer Sammlung von Briefen aus derselben. (1585, Latein)
- Lebensgeschichte des Hl. Ignatius (1588, Latein)
- Lebensgeschichten von 17 Bekennern Christi (1595, Italienisch)
- Geschichte des Pontifikat von Gregor XIII; nach einer Überarbeitung von Paul Teggioc 1742 von K. Cocquelines in Druck gegeben. (Italienisch)
- Von Klemens VIII beauftragt die Geschichte über Gregor XIII fortzuführen.

Es entstanden 3 Bücher über Sixtus V. Sie blieben aufgrund seines Todes unvollendet. (1746 in Bergamo gedruckt)